# Swoon (The Chemical Brothers)
Swoon è un singolo del duo di musica elettronica britannico The Chemical Brothers, pubblicato nel 2010 ed estratto dall'album Further.

## Tracce
1. Swoon (Radio Edit) – 3:06

## Classifiche
| Classifiche (2010) | Posizione massima |
| ------------------ | ----------------- |
| Regno Unito        | 85                |